# 铁门镇
铁门镇，是中华人民共和国河南省洛陽市新安县下辖的一个乡镇级行政单位。

## 行政区划
铁门镇下辖以下地区：
铁门村、玉梅村、沟头村、西蔡村、芦院村、韩都村、庙头村、龙涧村、崔家庄村、董沟村、云顶村、薛村、高沟村、高平寨村、槐林村、东窑村、省庄村、辛庄村、盐仓村、克昌村、土古洞村、老君洞村、蔡东村、陈村、刘河村、南高庄村、晁村、杨树洼村、后刘岭村、刘杨村、郭沟村、洛阳黄河水泥集团社区和洛玻集团砂岩矿社区。